# Gouvernement Ariana
Das Gouvernement Ariana (arabisch ولاية أريانة, DMG wilāyat Ariyāna) ist eines der 24 Gouvernements Tunesiens. Es befindet sich im Norden des Landes und umfasst eine Fläche von 482 km² (0,3 % des Staatsterritoriums). Die Bevölkerungszahl beträgt 510.500. Hauptstadt ist das gleichnamige Ariana. Das Gouvernement wurde im März 1983 gegründet.
Städte des Gouvernements:
- Aryanah
- Ettadhamoun
- Kalâat el-Andalous
- Raoued
- Sidi Thabet
- La Soukra